# Euronext Paris

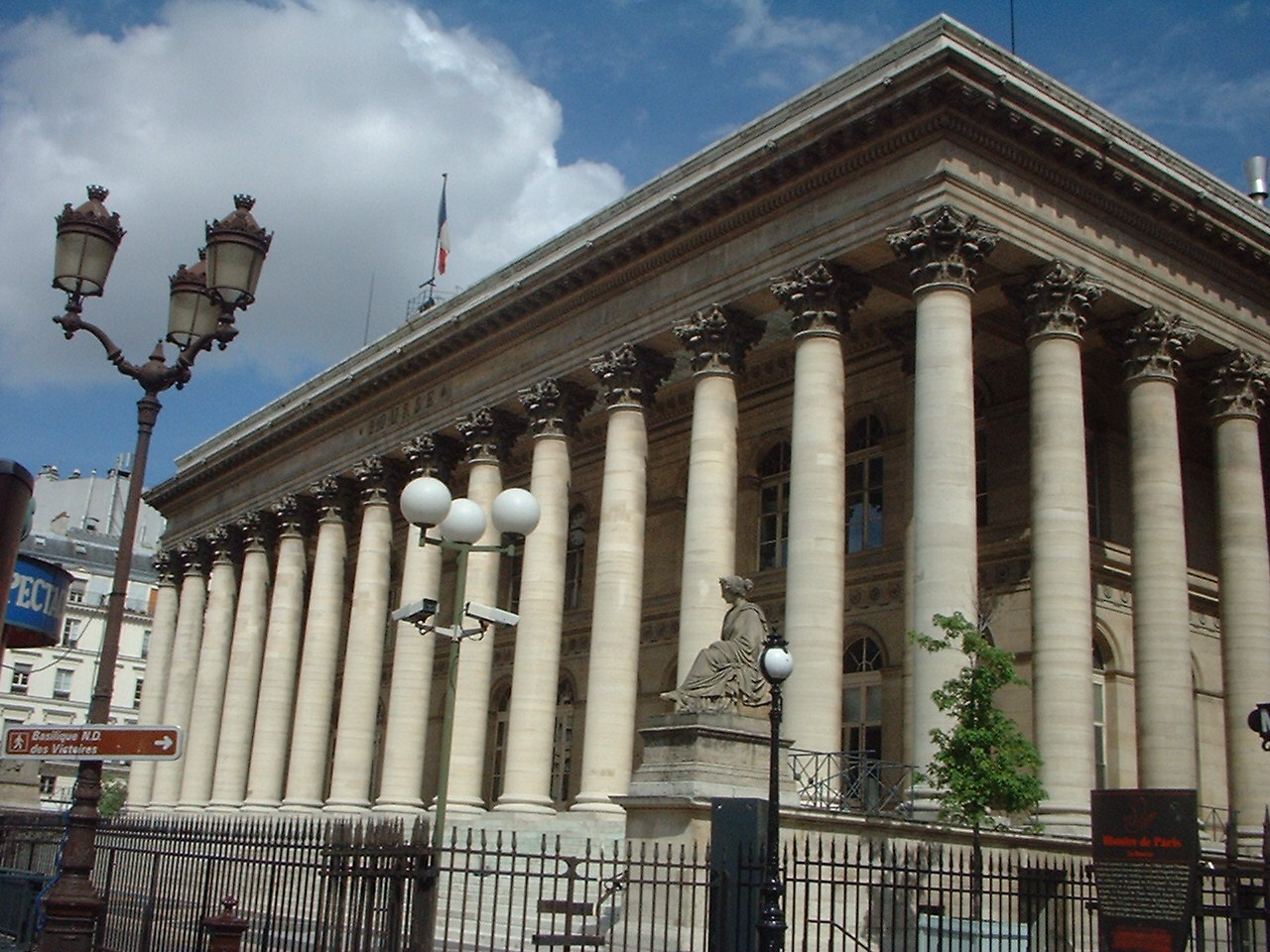
Sede da Euronext Paris.

Euronext Paris é a bolsa de valores francesa, anteriormente conhecida como Bolsa de Paris (Paris Bourse), que se juntou às bolsas de Amesterdão, Lisboa e Bruxelas em Setembro de 2000, formando a Euronext, que constitui a segunda maior bolsa da Europa, logo atrás da Bolsa de Londres (London Stock Exchange) do Reino Unido.